# Vicente Lucas
Vicente Lucas MPIH (Lourenço Marques (atual Maputo), 24 de setembro de 1935) é um ex-jogador de futebol português que representou o Belenenses durante toda a sua carreira, sendo considerado um dos melhores meios-campistas da época.

## Carreira
Nascido em Lourenço Marques, no Moçambique colonial, Vicente jogou pelo Belenenses durante 13 temporadas da Primeira Liga, fazendo a sua estreia em 1954 e vencendo a Taça de Portugal seis anos depois. Ele jogou 20 jogos pela Seleção Portuguesa, estreando-se em 3 de junho de 1959, na vitória por 1-0 sobre a Escócia.
Vicente foi escolhido para a equipe que participou na Copa do Mundo de 1966 na Inglaterra., jogando em todos os jogos da fase de grupos e na vitória por 5 a 3 nos quartos-de-final contra a Coreia do Norte;. Foi acusado de magoar Pelé na vitória por 3 a 1 sobre o Brasil na fase de grupos, quando na verdade o responsável foi o seu companheiro de equipe, João Morais.
Vicente desistiu do futebol com apenas 30 anos, após a Copa do Mundo, devido a uma séria lesão ocular, quando um pedaço de vidro atingiu o órgão num acidente de carro.[carece de fontes?]
Em 19 de dezembro de 1966, foi agraciado com a Medalha de Prata da Ordem do Infante D. Henrique.
Foi eleito como um dos defensores do "Onze do Centenário" do Belenenses, de Portugal.

## Carreira como treinador
De 1979 a 1981, Vicente treinou equipas da quarta divisão, passando uma temporada com o Amiense e uma com o Sesimbra.
Na temporada 1990-91, ele foi um dos quatro treinadores do Belenenses que não conseguiu evitar o rebaixamento do clube.[carece de fontes?]

## Vida pessoal
O irmão mais velho de Vicente, Matateu, também foi jogador de futebol. Ele jogou por 13 anos no Belenenses (dez desses anos, junto com Vicente) e também representou a seleção portuguesa.